# ベトナムサッカー連盟
ベトナムサッカー連盟（ベトナムサッカーれんめい、ベトナム語：Liên Đoàn Bóng Đá Việt Nam / 連團䏾跢越南, 英語: Vietnam Football Federation）は、ベトナムにおけるサッカー協会である。本部は首都であるハノイに置かれる。

## 概要
ベトナムは1954年5月8日のアジアサッカー連盟（AFC）創設メンバーであるが、AFCに加盟したのは創設から10年後の1964年である。なお、国際サッカー連盟（FIFA）への加盟も1964年である。また、ASEANサッカー連盟（AFF）のメンバーでもある。

## 運営
- Vリーグ1
- Vリーグ2
- Vリーグ3（英語版）
- Vリーグ4

## 組織
- サッカーベトナム代表
- U-23サッカーベトナム代表
- U-20サッカーベトナム代表
- サッカーベトナム女子代表